# Фуэнхирола
Фуэнхиро́ла (исп. Fuengirola) — город и муниципалитет в Испании на побережье Средиземного моря, входит в провинцию Малага, в составе автономного сообщества Андалусия. Муниципалитет находится в составе района (комарки) Коста-дель-Соль-Оксиденталь. Третий по плотности населения город Испании.
Фуэнхирола — популярный пляжный курорт на Коста-дель-Соль. Пляжи Фуэнхиролы удостоены голубого флага. В городе имеются аквапарк и биопарк. На окраине города находятся руины арабской крепости Соайль.

## История
Фуэнхиролу основали финикийцы, в истории города были также римский, византийский, вестготский и арабский периоды, пока в 1485 году город окончательно не отошёл испанской короне. Развитие Фуэнхиролы тормозило пиратство, веками процветавшее в этом регионе.
В 1841 году Фуэнхирола выделилась из Михаса, оставаясь по-прежнему небольшой рыбацкой деревней. Постепенно она росла и интегрировала соседние поселения в состав города, в частности, это произошло с деревней Лос-Боличес. Численность населения Фуэнхиролы в летние месяцы возрастает до 250 тыс. человек.

## Население
| Год  | Численность | Численность   |
| ---- | ----------- | ------------- |
| 2001 | 50 263      | [ 3 ]         |
| 2002 | 53 270      | [ 4 ]         |
| 2004 | 58 957      | [ 5 ]         |
| 2005 | 62 915      | [ 6 ]         |
| 2006 | 63 899      | [ 7 ]         |
| 2007 | 65 421      | [ 8 ]         |
| 2008 | 68 646      | [ 9 ]         |
| 2009 | 71 482      | [ 10 ]        |
| 2010 | 71 783      | [ 11 ]        |
| 2011 | 74 054      | [ 12 ]        |
| 2012 | 75 953      | [ 13 ]        |
| 2013 | 77 397      | [ 14 ]        |
| 2014 | 75 856      | [ 15 ]        |
| 2015 | 77 525      | [ 16 ]        |
| 2016 | 77 486      | [ 17 ]        |
| 2017 | 74 929      | [ 18 ]        |
| 2018 | 75 396      | [ 19 ] [ 20 ] |
| 2019 | 80 309      | [ 21 ]        |
| 2020 | 82 837      | [ 22 ]        |
| 2021 | 82 585      | [ 23 ]        |
| 2022 | 83 226      | [ 24 ]        |
| 2023 | 85 598      | [ 25 ]        |
| 2024 | 85 859      | [ 1 ]         |